# Arctoa
Arctoa là một chi rêu trong họ Dicranaceae.